# Cmentarz żydowski w Kłobucku
Cmentarz żydowski w Kłobucku – kirkut znajdujący się we wschodniej części Kłobucka, przy ul. Sadowej. Powstał w pierwszej połowie XIX wieku. W czasie II wojny światowej został doszczętnie zdewastowany przez nazistów. Zachowała się jedna macewa. Cmentarz jest nieogrodzony. Powierzchnia kirkutu to 0,76 ha.
W 2018 r. na cmentarzu przeprowadzono prace porządkowe. Wycięto krzewy i część drzew, oczyszczono teren, obok macewy ustawiono metalowy słupek ułatwiający jej odnalezienie. Przy Sadowej umieszczono drogowskaz o treści: "Cmentarz Żydowski".